# 팬더그루퍼
팬더그루퍼(학명: Cromileptes altivelis, 영어: Humpback grouper)는 농어목 바리과에 속하는 어류이다. 몸 길이는 70cm에 몸 무게는 15kg가 나가는 중대형어류인 바닷물고기이다.

## 특징과 먹이활동
팬더그루퍼는 표범처럼 흰색에 검은점들을 가진것이 특징이며 물방울무늬 그루퍼라 불리기도 한다. 또한 아름다운 모습으로 인해 관상어로도 인기가 높으며 중국이나 인도에선 식용으로도 나온다. 머리는 작지만 입을 크게 벌릴수 있으며 주로 작은 물고기와 갑각류를 잡아먹는 육식성 어종에 속한다.

## 서식지
팬더그루퍼의 서식지는 인도양과 서부 태평양에 분포하며 산호초가 무성한 수심 20~50m의 표해수층에 주로 서식한다. 자연에서는 남획으로 인해 개체수가 줄었기에 IUCN 3.1 등급 정보부족종으로 등록되어 보호를 받고 있다.